# Henri Lucien Jumelle
Henri Lucien Jumelle (Dreux, Eure-et-Loir, 1866 - Marseille, Bouches-du-Rhône, 1935) was een Frans botanicus, apotheker en fysioloog. Hij was auteur van verschillende boeken en publicaties.

## Biografie
Jumelle was oorspronkelijk apotheker van opleiding en was van 1887 tot 1894 werkzaam als plantenfysioloog aan de Faculté des sciences in Parijs. In 1894 werd hij aangesteld als professor botanie aan de Faculté des sciences in Marseille tot aan zijn overlijden in 1935. Jumelle was tevens directeur van de botanische tuin en het Koloniaal museum in Marseille. Hij was vooral geïnteresseerd in de toegepaste botanie en werkte samen met Henri Perrier de la Bâthie die hem materiaal toestuurde uit Madagaskar. Jumelle publiceerde vele nieuwe taxa voor Madagaskar en wordt algemeen aanzien als een verzamelaar van planten uit Madagaskar, hoewel hij waarschijnlijk zelf nooit in Afrika is geweest.
Jumelle wordt als auteur van een botanische naam aangeduid als "Jum.".

## Publicaties
- Le Laboratoire de Biologie Vegetale de Fontainebleau. 16 blz., 1890, ISBN 978-1167323171
- L'okouendé gowa, liane à caoutchouc du Fernan-Vaz. 6 blz., 1897

### Boeken
- Recherches Physiologiques Sur Le Developpement Des Plantes Annuelles: Propositions Donnees Par La Faculte (1889). 112 blz. ISBN 978-1168356352
- Plantes alimentaires: (Pt. 1 of Les Cultures Coloniales). Ed. J.B. Baillière & fils. 130 blz., 1900
- Plantes industrielles & médicinales: (Pt.2 de Les Cultures Coloniales). Ed. J.B. Baillière & fils. 360 blz., 1900 ISBN 978-1272614959
- L'Institut Et Le Musee Colonial De Marseille (1900), 114 blz. (samen met Edouard Marie Heckel) ISBN 978-1166808778
- Les plantes à caoutchouc et à Gutta dans les colonies Françaises. París : Augustin Challamel. 542 blz., 1903 ISBN 978-1113018755
- Exposition coloniale de Marseille 1906: Les ressources agricoles et forestières des colonies françaises. Ed. Barlatier. 592 blz., 1907
- Sur quelques plantes utiles ou intéressantes du nord-ouest de Madagascar. Ed. Musée colonial. 47 blz., 1908
- Fragments biologiques de la flore de Madagascar (Dioscorea, Adansonia, Coffea, etc.) Ed. Institut colonial. 96 blz., 1910 (samen met Henri Perrier de la Bâthie
- Les cultures coloniales. Ed. J.B. Ballière & fils. 360 blz., 1913
- Catalogue descriptif des collections botaniques du Musée Colonial de Marseille, Afrique Occidentale FranÇaise. Ed. Musée Colonial. 93 blz., 1916
- Les huiles végétales: Origines. Procédés de préparation. Caractères et emplois. Ed. J.-B. Baillière et fils, París. 500 blz., 1921 ISBN 978-0543733313
- Légumes et fruits: (Pt.2 of Les Cultures Coloniales). Bibliothèque coloniale. Ed. J.B. Baillière & fils. 122 blz., 1924

- Biblioteca Nacional de España: XX1327385
- Bibliothèque nationale de France: cb12388659v (data)
- Author citation (botany): Jum.
- CiNii: DA05379012
- Gemeinsame Normdatei: 1148784322
- International Standard Name Identifier: 0000 0001 2134 9779
- Library of Congress Control Number: n87890900
- Base Léonore: 19800035/732/83150
- Nationale Bibliotheek van Israël: 987007275193705171
- Nederlandse Thesaurus van Auteursnamen: 22421649X
- Système universitaire de documentation: 032964080
- Virtual International Authority File: 59166915
- WorldCat: E39PBJh4v33M7PGBttvD9KmGHC